# Samsung E1200
Samsung E1200 je low-end mobilní telefon vyrobený korejskou firmou Samsung. Má klasickou konstrukci a nedotykový displej.

## Hardware

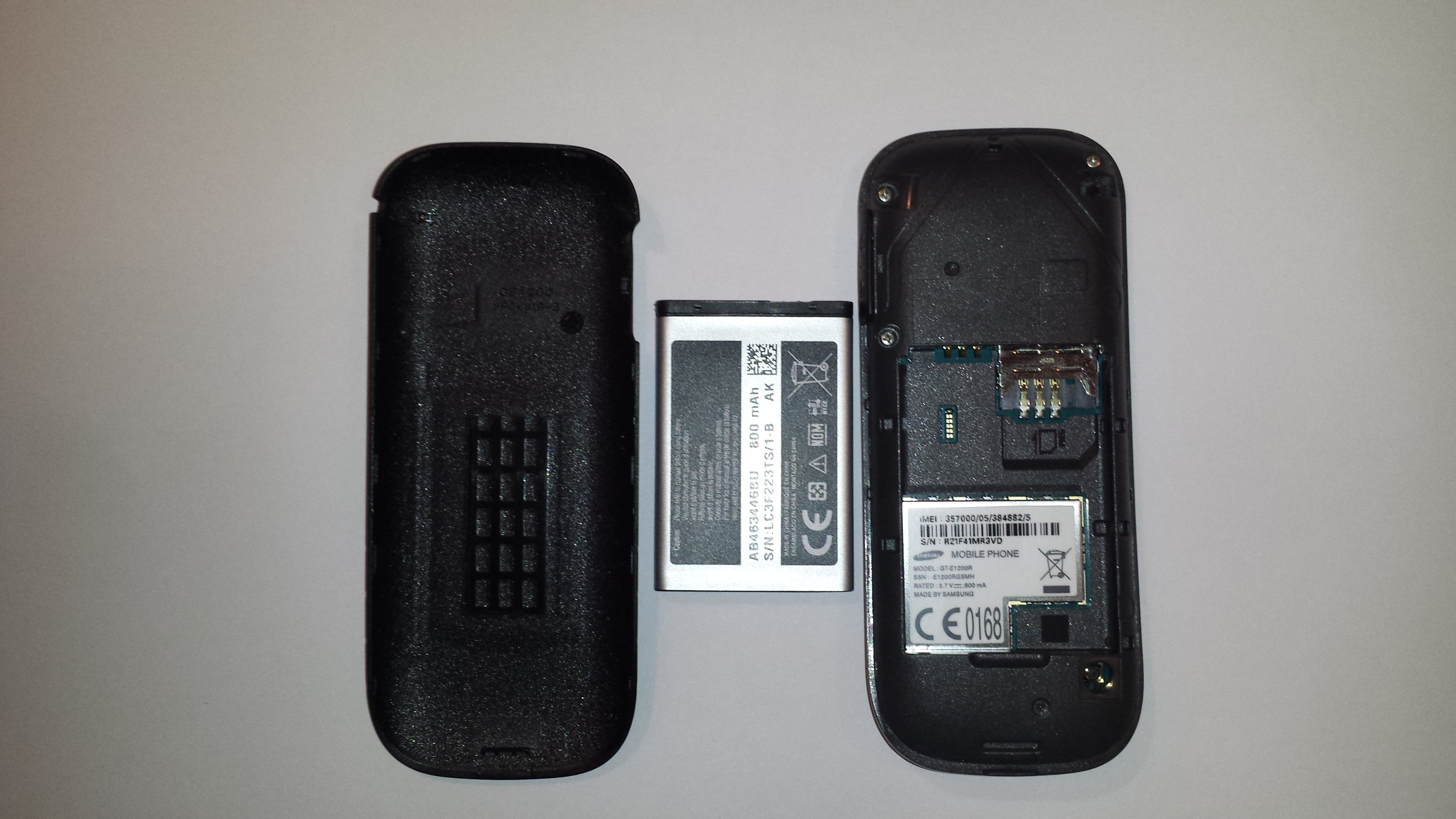
Otevřený Samsung GT-E1200

Obal Samsungu GT-E1200 je vyroben z dvou kusů plastu. Plastová záda telefonu mají speciální povrchovou úpravu. Tlačítka jsou pogumovaná a prachuvzdorná. Na přední straně nalezneme TFT LCD displej schopný zobrazit 65 536 barev a klávesnici které dominuje pěti-směrné ovládací tlačítko. Přístroj má kompaktní rozměry 108 x 45 x 13,5 mm a váží pouhých 65 gramů. Telefon se zapíná a vypíná pomocí stejného tlačítka. Tímto tlačítkem také přerušíte hovor.

### Připojení
Telefon podporuje mobilní sítě GSM na frekvencích 900 MHz a 1800 MHz a vyžaduje miniSIM. Přístroj má speciální S20 konektor, který se používá jak k nabíjení, tak k připojení redukce na 3,5mm jack.

### Baterie
Li-ion baterie v telefonu má kapacitu 800 mAh a napětí 3,7 V. Výrobce udává výdrž baterie až 720 hodin (30 dní) v pohotovostním režimu a 7 hodin (420 minut) při volání.

## Software
Operační systém Samsungu GT-E1200 se nazývá SGP, což je operační systém od firmy Samsung. Na telefonu nalezneme pouze ty nejzákladnější funkce, přístroj nepodporuje ani internetové připojení.

### Hovory a zprávy
- funkce: hlasový hovor, hlasová schránka, nouzové zprávy, informace o volajícím, přesměrování hovorů, blokování hovorů, čekání hovoru
- telefonní seznam: 1
- kontakty: 500
- zprávy: 100
- funkce zpráv: SMS

### Aplikace
V Samsungu GT-E1200 najdeme kalendář, Sudoku, převodník, kalkulačku, stopky, časovač, světové hodiny a budík. Telefon podporuje audio formát MP3. Lze nastavit vlastní MP3 melodii vyzvánění.